# صنایع سنگین کاوازاکی و نیپون شاریو سی۷۵۱بی
صنایع سنگین کاوازاکی و نیپون شاریو سی۷۵۱بی (به لاتین: Kawasaki Heavy Industries & Nippon Sharyo C751B) نسل سوم خط‌نوردهایی است که در متروی سنگاپور به‌کاربرده می‌شود.
این قطارها توسط صنایع سنگین کاوازاکی و نیپون شاریو در ژاپن ساخته شدند و در تاریخ ۲۸ ژانویه ۲۰۰۰ میلادی برابر با ۸ بهمن ۱۳۷۸ خورشیدی آغاز به کار کردند.